# Dan Dailey
Dan Dailey, all'anagrafe Daniel James Dailey Jr. (New York City, 14 dicembre 1915 – Los Angeles, 16 ottobre 1978), è stato un attore, ballerino e cantante statunitense, in voga particolarmente negli anni cinquanta sia in cinema che in teatro e televisione.

## Biografia
Nato da James J. ed Helen Dailey, entrambi newyorkesi, era ancora molto giovane quando apparve in un minstrel show e in spettacoli di genere vaudeville. Debuttò a Broadway nel 1937 in Babes in Arms. Nel 1940 fu scritturato dalla casa cinematografica Metro-Goldwyn-Mayer per girare una serie di film. Sebbene fosse specializzato in commedie musicali, venne impiegato nell'inusuale ruolo di nazista in Bufera mortale (1940). Alla MGM si accorsero subito dell'errore e da lì in avanti venne impiegato in cast di musical e film musicali in genere.
Poco dopo l'attacco giapponese alla base di Pearl Harbor, Dailey sospese la carriera cinematografica per andare a servire nell'esercito degli Stati Uniti. Fu assegnato al Signal Corps Officer dove rimase fino al 1946, prima di essere congedato con il grado di capitano. Terminato il conflitto, nel 1947 riprese l'attività d'attore interpretando nuovi musical, a partire da Come nacque il nostro amore (1947), diventando partner ricorrente di Betty Grable. La sua interpretazione nel film When My Baby Smiles at Me (1948) gli valse una candidatura al premio Oscar al miglior attore.
Nel 1950 recitò in Bill sei grande!, film per il quale fu candidato al Golden Globe 1951 come miglior attore in un film musicale, e La figlia dello sceriffo (1950), uno dei primi film in cui apparve Marilyn Monroe, in un brevissimo ruolo come ballerina di sala. Nel 1953 recitò in Incontriamoci alla fiera, prima di comparire l'anno successivo in uno dei film per i quali è maggiormente ricordato, Follie dell'anno (1954), una pellicola interpretata anche da Ethel Merman, Marilyn Monroe, Donald O'Connor e Johnnie Ray, con le musiche di Irving Berlin.
Intorno alla metà degli anni cinquanta, dopo la partecipazione a due ulteriori film musicali - È sempre bel tempo (1955), e Donne... dadi... denaro! (1956), entrambi accanto a Cyd Charisse - Dailey recitò anche in film commedia veri e propri o di taglio drammatico, come ad esempio Fermata per dodici ore (1957), accanto a Jayne Mansfield. Dall'inizio degli anni sessanta, oltre a partecipare al film Pepe (1960), alternò l'attività teatrale con quella televisiva, con la partecipazione a film seriali, tra cui The Governor & J.J. (1969-1970). Proprio per questa serie, fu il primo attore a vincere il premio Golden Globe per il miglior attore in una serie commedia o musicale.
Dailey fu sposato tre volte: con Esther Rodier, da cui divorziò nel 1941; con Elizabeth Hofert dal 1942 al 1951, e con Gwen Carter O'Connor dal 1955 al 1960.
È sepolto al Forest Lawn Memorial Park di Glendale (California).
Anche la sorella Irene è stata attrice, interprete nella soap opera Another World (in Italia distribuita come Destini).

## Filmografia parziale

### Cinema
- Dulcy, regia di S. Sylvan Simon (1940)
- Bufera mortale (The Mortal Storm), regia di Frank Borzage (1940)
- Hullabaloo, regia di Edwin L. Marin (1940)
- Keeping Company, regia di S. Sylvan Simon (1940)
- Lady Be Good, regia di Norman Z. McLeod (1941)
- Washington Melodrama, regia di S. Sylvan Simon (1941)
- Le fanciulle delle follie (Ziegfeld Girl), regia di Robert Z. Leonard (1941)
- Sunday Punch, regia di David Miller (1942)
- Come nacque il nostro amore (Mother Wore Tights), regia di Walter Lang (1947)
- You Were Meant for Me, regia di Lloyd Bacon (1948)
- When My Baby Smiles at Me, regia di Walter Lang (1948)
- Chicken Every Sunday, regia di George Seaton (1949)
- Sono tua (You're My Everything), regia di Walter Lang (1949)
- Bill sei grande! (When Willie Comes Marching Home), regia di John Ford (1950)
- La figlia dello sceriffo (A Ticket to Tomahawk), regia di Richard Sale (1950)
- Per noi due il paradiso (My Blue Heaven), regia di Henry Koster (1950)
- Butterfly americana (Call Me Mister), regia di Lloyd Bacon (1951)
- La conquistatrice (I Can Get It for You Wholesale), regia di Michael Gordon (1951)
- The Pride of St. Louis, regia di Harmon Jones (1952)
- Uomini alla ventura (What Price Glory?) regia di John Ford (1952)
- La ragazza della porta accanto (The Girl Next Door), regia di Richard Sale (1953)
- The Kid from Left Field, regia di Harmon Jones (1953)
- Incontriamoci alla fiera (Meet Me at the Fair), regia di Douglas Sirk (1953)
- Follie dell'anno (There's No Business Like Show Business), regia di Walter Lang (1954)
- È sempre bel tempo (It's Always Fair Weather), regia di Stanley Donen e Gene Kelly (1955)
- Donne... dadi... denaro! (Meet Me in Las Vegas), regia di Roy Rowland (1956)
- La felicità non si compra (The Best Thingh in Life Are Free), regia di Michael Curtiz (1956)
- Le ali delle aquile (The Wings of Eagles), regia di John Ford (1957)
- Fermata per dodici ore (The Wayward Bus), regia di Victor Vicas (1957)
- Le donne hanno sempre ragione (Oh Men! Oh Women!), regia di Nunnally Johnson (1957)
- Gli arditi degli abissi (Underwater Warrior), regia di Andrew Marton (1958)
- Pepe, regia di George Sidney (1960)
- Le avventure di un giovane (Hemingway's Adventures of a Young Man), regia di Martin Ritt (1962)
- Las cuatro noches de la luna llena, regia di Sobey Martin (1963)
- The Private Files of J. Edgar Hoover, regia di Larry Cohen (1977)

### Televisione
- Climax! – serie TV, episodio 2x23 (1956)
- General Electric Theater – serie TV, episodio 7x17 (1959)
- L'ora di Hitchcock (The Alfred Hitchcock Hour) – serie TV, episodio 1x14 (1962)
- Vacation Playhouse – serie TV, episodio 2x03 (1964)

## Doppiatori italiani
- Stefano Sibaldi in: Come nacque il nostro amore, Sono tua, Bill sei grande!, La figlia dello sceriffo, Per noi due il paradiso, Butterfly americana, La conquistatrice, Uomini alla ventura, Follie dell'anno, È sempre bel tempo, Donne… dadi… denaro!, La felicità non si compra, Le ali delle aquile, Le donne hanno sempre ragione
- Emilio Cigoli in: Fermata per 12 ore
- Sergio Fantoni in: Gli arditi degli abissi
- Mario Pisu in: Pepe

## Lavori teatrali
- Babes in Arms (1937)
- Stars In Your Eyes (1939)
- Catch Me if You Can (1965)
- Plaza Suite (1968-1970)